# Dan vjerske slobode
Dan vjerske slobode je dan koji se obilježava u mnogim državama svijeta na razne datume. U Indiji se slavi 14. listopada u znak sjećanja na približavanje budista i hinduista. U SAD-u se slavi 16. siječnja svake godine predsjedničkom odlukom. Međunarodna udruga za vjersku slobodu, osnovana 1893. obilježava ga posljednje subote u siječnju.  
Članak 18. Opće deklaracije o ljudskim pravima glasi:
Svatko ima pravo na slobodu mišljenja, savjesti i vjere; to pravo uključuje slobodu da se
mijenja vjera ili uvjerenje i slobodu da se, bilo pojedinačno ili u zajednici s drugima, javno ili
privatno, iskazuje svoja vjera ili uvjerenje poučavanjem, praktičnim vršenjem, bogoslužjem i
obredima.
Glavne svjetske religije:
- judaizam,
- kršćanstvo,
- islam,
- budizam i
- hinduizam.